# Vîșkivka, Novohrad-Volînskîi
Vîșkivka (în ucraineană Вишківка) este un sat în comuna Ciîjivka din raionul Novohrad-Volînskîi, regiunea Jîtomîr, Ucraina.

## Demografie
Componența lingvistică a localității Vîșkivka
     Ucraineană (98,26%)
     Rusă (1,74%)
Conform recensământului din 2001, majoritatea populației localității Vîșkivka era vorbitoare de ucraineană (98,26%), existând în minoritate și vorbitori de rusă (1,74%).